# Walze (Landtechnik)

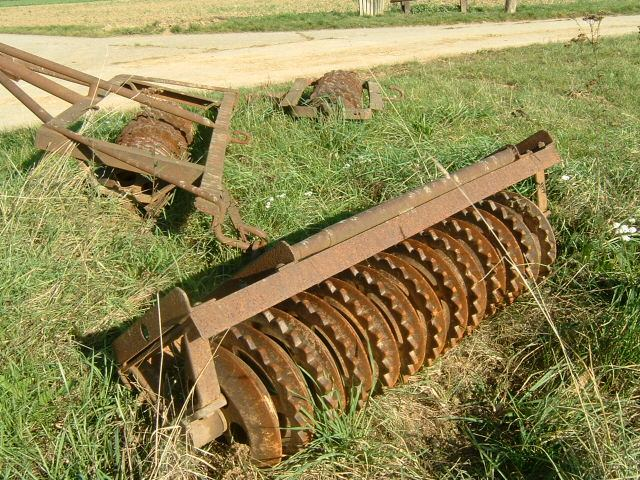
Cambridgewalze, gezogene Ausführung

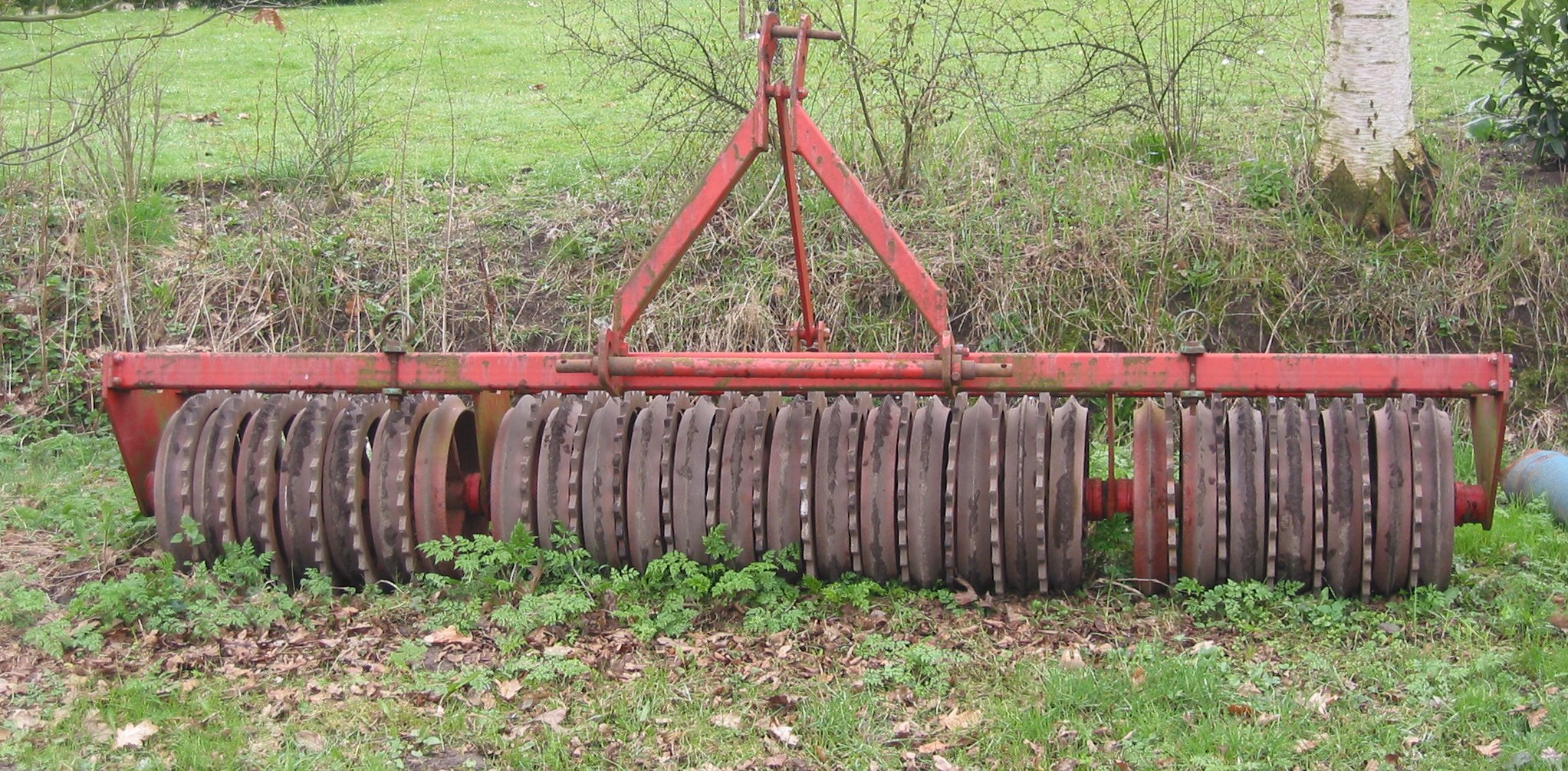
Eine ältere 3-teilige Cambridgewalze für Schlepperzug. Deutlich sind die abwechselnd glatten und gezackten Ringe zu erkennen. Moderne Walzen haben Breiten bis ca. vierzehn Meter und besitzen für den Straßentransport eine Klappvorrichtung sowie ein eigenes Fahrwerk.

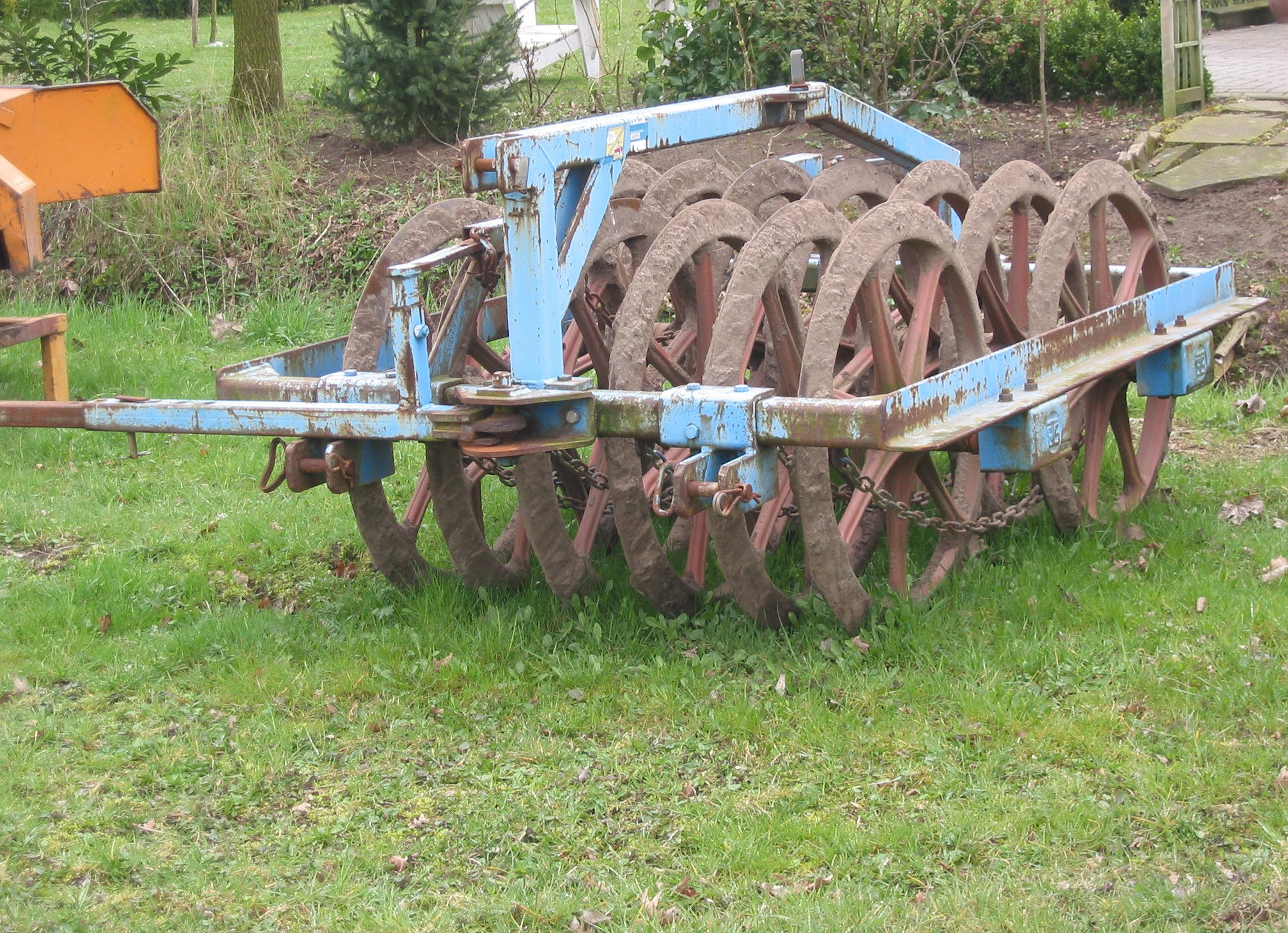
Packer

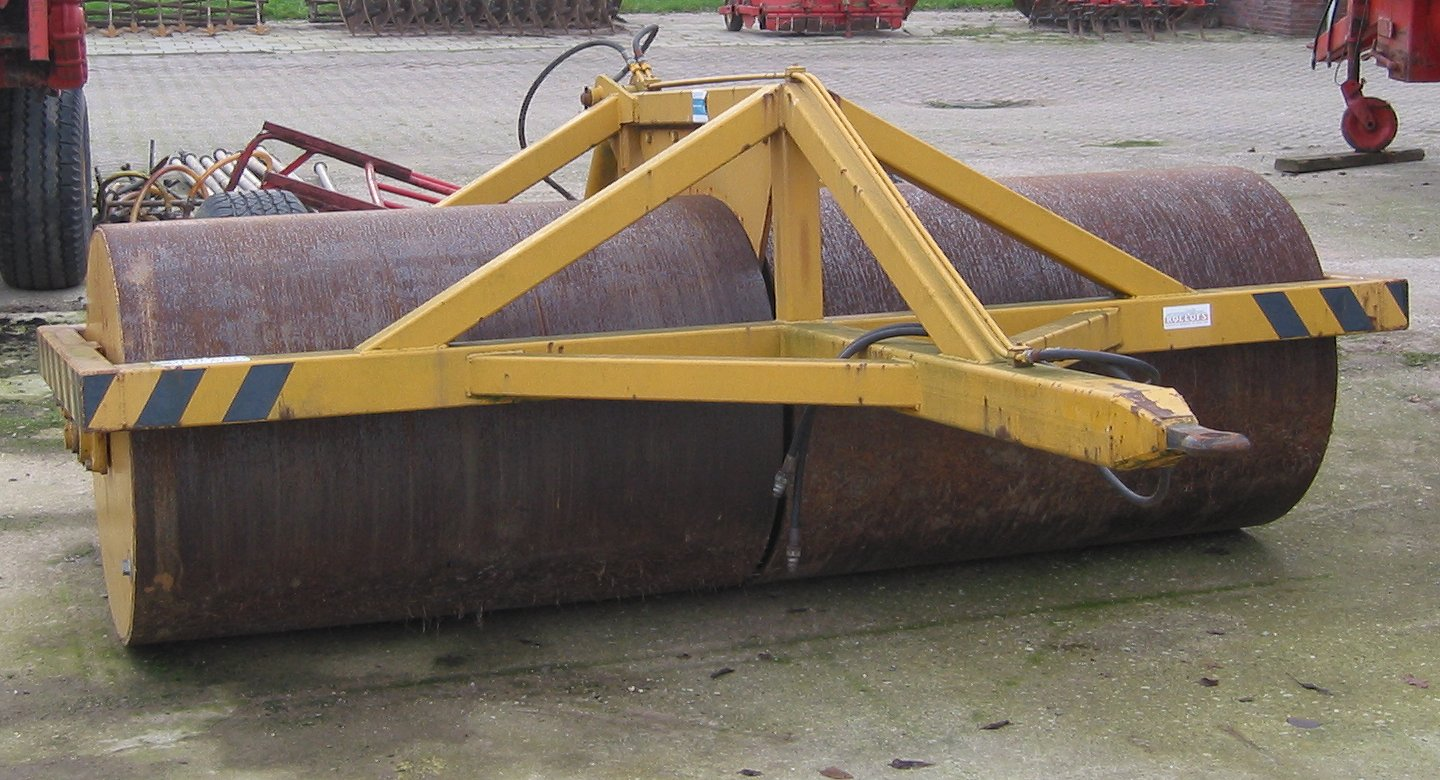
Glattwalze

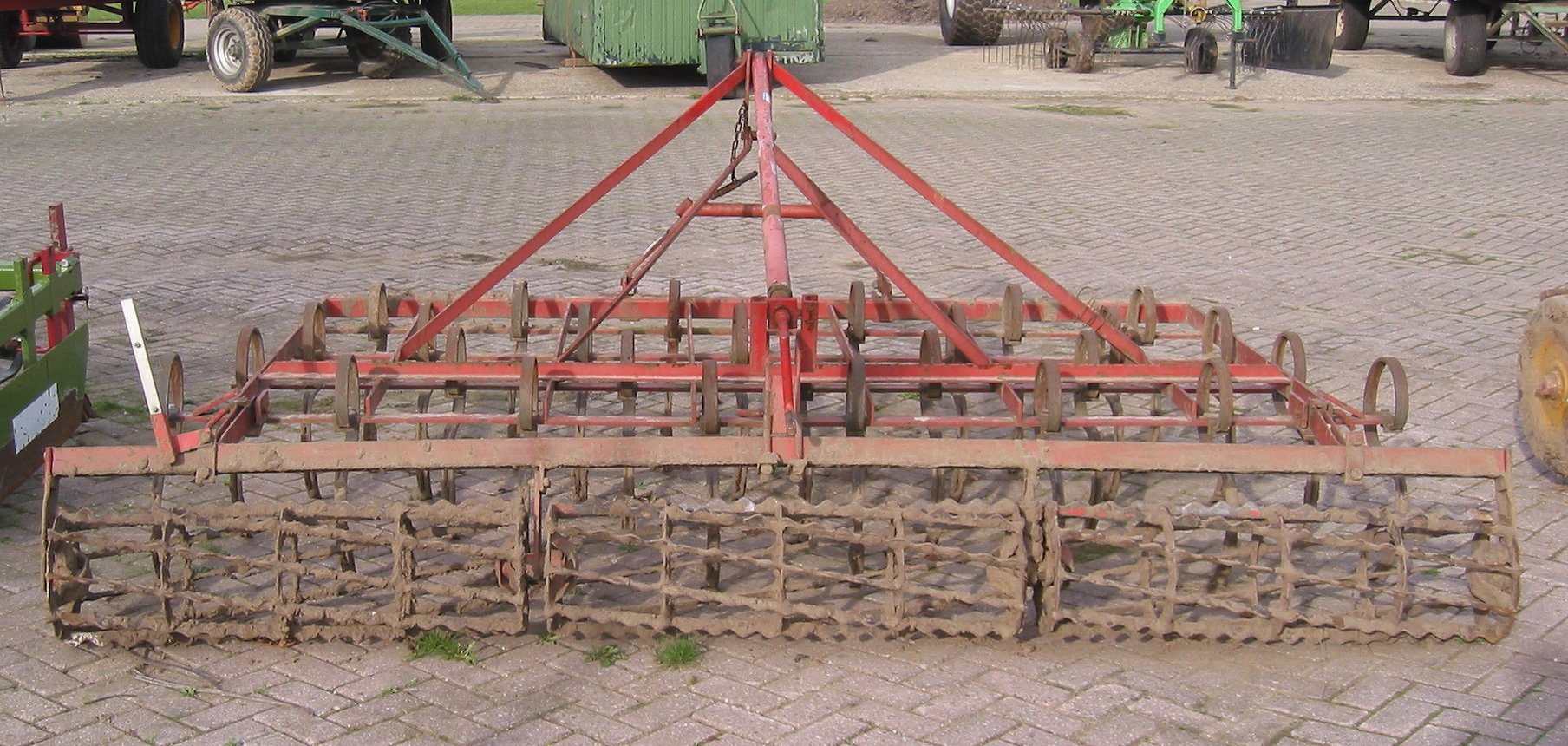
Stabrohrwalze an einer Gerätekombination

Eine Ackerwalze ist ein landwirtschaftliches Gerät zur Rückverfestigung (Verdichtung) von zu lockerem Ackerboden sowie zur Zerkleinerung von groben Erdschollen. Ackerwalzen arbeiten in erster Linie aufgrund ihres hohen Gewichtes, in zweiter Linie aufgrund ihrer Profil-Form. Früher wurden sie aus Holz und/oder Stein, seit Ende des 19. Jahrhunderts fast nur noch aus Eisen hergestellt. Neben Krümelung und Verdichtung des Bodens haben sie oft die wichtige Funktion der Tiefenführung von Bodenbearbeitungsgeräten, da diese stets über die Bodenoberfläche abrollen.
Wichtig ist die Walze (hier meistens die Cambridgewalze) bei der Kleesaat oder anderem, sehr feinem Saatgut. Hier wird der abgeeggte Boden zunächst gewalzt, weil der feine Samen in groben Schollen verloren gehen würde, dann wird das Saatgut nur auf die Oberfläche gestreut, und danach wird noch einmal gewalzt, um das Saatgut in engen Kontakt zum Boden zu bringen. Mit Säkombinationen geht das in einem Arbeitsgang.

## Walzenformen
Man unterscheidet Glattwalzen und Rauwalzen. Es gibt sie in verschiedenen Ausführungen. Diese Walzen werden auch als Nachläufer für andere landwirtschaftliche Geräte, wie Eggen oder Grubber verwendet.

### Glattwalzen
- Die Glattwalze wird vornehmlich zur Einebnung von Grünland verwendet.
- Die Reifenpackerwalze zur streifenförmigen Rückverfestigung von je zwei Saatreihen pro Reifen bei geringem passivem Schlupf.
- Die Keilringwalze zur streifenförmigen Rückverfestigung von je einer Saatreihe pro Keilring.

### Rauwalzen
- Die Ringelwalze besteht aus linsenförmigen gusseisernen Ringen, die auf einer Achse aufgezogen sind.
- Die Crosskillwalze wird auch Schollenbrecher genannt. Ihre Scheiben sind am äußeren Umfang mit prismenförmigen Zähnen besetzt. Auch die Seitenwangen der Scheiben besitzen Zähne.
- Die Cambridgewalze besteht aus zwei verschiedenen sich abwechselnden Ringen: schmale Ringe mit prismenförmigen Zähnen und breite Ringe mit  konisch zulaufenden Scheiben.
- Die Stachelwalze.
- Der Untergrundpacker ist eine Sonderform zur Verdichtung tieferer Bodenschichten. Die Packerwalze wird an einen  Pflug angehängt oder läuft im Frontanbau vor einer Drillkombination.
- die Prismenwalze® (wird häufig auch nach deren Erfinder als Güttlerwalze bezeichnet) zerstört grobe Schollen und sortiert den Boden nach groben und feinen Anteilen.
- die Stabrohrwalze.
- die Zahnringwalze.
- die Cutterwalze.
- die Stempelwalze.

### Messerwalzen
haben messerscharfe axiale Stege, die oft spiralig oder abgewinkelt über die gesamte Arbeitsbreite verlaufen. Damit wird eine Zwischenfrucht sowohl niedergedrückt, als auch zerkleinert. Danach wird direkt in die so erzeugte Mulchschicht gesät (Pflugloser Anbau). Auch zur Zerkleinerung von Maisstoppeln wird die Messerwalze verwendet.
Von allen Formen ist die Cambridgewalze im Solobetrieb heute die gebräuchlichste. Sie wurde im 19. Jahrhundert in England entwickelt und besteht abwechselnd aus je einem glatten Ring und einem gezackten Ring. Der gezackte Ring hat absichtlich ein großes Lagerspiel, wodurch er sich bei der Arbeit unregelmäßig bewegt und dadurch verhindert, dass die Walze sich im Ganzen mit Erde zusetzt, wodurch eine bessere Selbstreinigung erreicht wird.
Das kleinere Pendant ist die Gartenwalze.